# Kunio Watanabe
Pour les articles homonymes, voir Watanabe.
Kunio Watanabe (渡辺邦男, Watanabe Kunio), né le 3 juin 1899 à Mishima (préfecture de Shizuoka) et mort le 5 novembre 1981, est un acteur, réalisateur et scénariste japonais.

## Biographie
Kunio Watanabe fait ses études à l'université Waseda.
Il apparait comme acteur dans une vingtaine de films entre 1925 et 1927, il a réalisé plus de 230 films et a écrit une centaine de scénarios entre 1928 et 1970.

## Filmographie partielle

### Comme acteur
- 1925 : Au rayon rouge du soleil couchant (赫い夕陽に照されて, Akai yūhi ni terasarete?) de Kenji Mizoguchi et Genjirō Saegusa (ja)
- 1925 : Le Général Nogi et monsieur l'Ours (乃木将軍と熊さん, Nogi taishō to Kumasan?) de Kenji Mizoguchi
- 1927 : Trois jours de compétition (競走三日間, Kyoso mikkakan?) de Tomu Uchida
- 1927 : La Dame aux camélias (椿姫, Tsubakihime?) de Minoru Murata

### Comme réalisateur

#### Années 1920
- 1929 : Nikkatsu kōshinkyoku: Kan'nin (日活行進曲 堪忍?)

#### Années 1930
- 1930 : Tsurugi o koete (剣を越えて?)
- 1930 : Ude ippon (腕一本?)[2]
- 1932 : Korui sakashita gomon (紅涙坂下御門?)

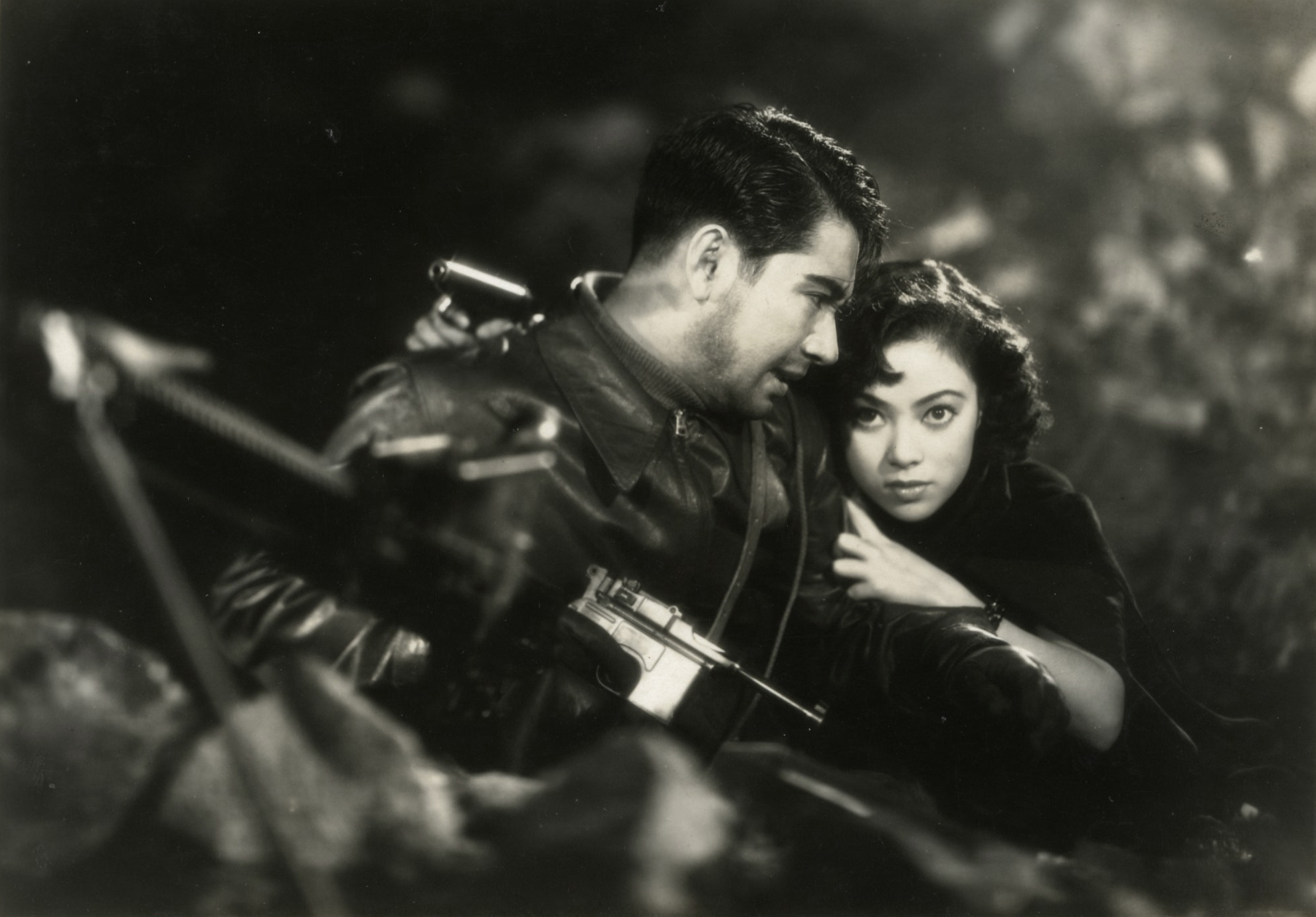
Kazuo Hasegawa et Yoshiko Ōtaka dans Byakuran no uta (1939).

- 1932 : Bonnō hibunsho: Ryūsei hen (煩悩秘文書 流星篇?)
- 1932 : Bonnō hibunsho: Kenkō hen (煩悩秘文書 剣光篇?)
- 1933 : Bonnō hibunsho: Gedatsu hen (煩悩秘文書 解脱篇?)
- 1933 : Furansu Omasa (フランスお政?)
- 1934 : Haha nobishiyō (母の微笑?)
- 1934 : Sakura ondo (さくら音頭?) co-réalisé avec Masahiro Makino
- 1934 : Zensen butai (前線部隊?)
- 1934 : Hanayome nikki (花嫁日記?)
- 1934 : Onna ichidai (女一代?)
- 1935 : Shōshūrei (召集令?)
- 1935 : Uramachi no kōkyōkyoku (うら街の交響曲?)
- 1935 : Jasu no machikado (ジャズの街かど?)
- 1936 : Takahashi Korekiyo jiden (高橋是清自伝?)
- 1936 : Tange Sazen: Nikkō no maki (丹下左膳 日光の巻?)
- 1937 : Kenji to sono imōto (検事とその妹?)
- 1937 : Tange Sazen: Aizō maken hen (丹下左膳 愛憎魔剣篇?)
- 1937 : Tange Sazen: Kanketsu hōkō (丹下左膳 完結咆吼篇?)
- 1937 : Hokushi no sora o tsuku (北支の空を衝く?)
- 1937 : Senhi no kyoku (維新秘話 戦ひの曲?)
- 1938 : Tetsuwan toshi (鉄腕都市?)
- 1938 : Seishun sumō nikki (青春角力日記?)
- 1938 : Aijō ichiro (愛情一路?)
- 1938 : Shōgun no mago (将軍の孫?)
- 1938 : Shinpen Tange Sazen: Yōtō hen (新篇 丹下左膳 妖刀篇?)
- 1939 : Hadaka no kyōkasho (裸の教科書?)
- 1939 : Puropera oyaji (プロペラ親爺?)
- 1939 : Echigo jishi matsuri (越後獅子祭?)
- 1939 : Byakuran no uta (白蘭の歌?)

#### Années 1940
- 1940 : Ungetsu no Kudan no haha (雲月の九段の母?)
- 1940 : Haru yo izuko (春よいづこ?)
- 1940 : Niiduma kagami: Zenpen (新妻鏡 前篇?)
- 1940 : Niiduma kagami: Kōhen (新妻鏡 後篇?)
- 1940 : Kingorō no ā mujō (金語楼の噫無情?)
- 1940 : Nessa no chikai: Zenpen (熱砂の誓ひ 前篇?)
- 1940 : Nessa no chikai: Kōhen (熱砂の誓ひ 後篇?)
- 1942 : Musashibo Benkei (武蔵坊弁慶?)
- 1943 : Ongaku daishingun (音楽大進軍?)
- 1943 : Otoko (男?)
- 1943 : Kessen no ōzora e (決戦の大空へ?)
- 1944 : Inochi no minato (命の港?)
- 1945 : Ato ni tsuzuku o shinzu (後に続くを信ず?)
- 1946 : Midori no fūrusatō (緑の故郷?)
- 1946 : Reijin (麗人?)
- 1946 : Ai no sengen (愛の宣言?)
- 1947 : Sakura ondo: Kyō wa odotte (さくら音頭 今日は踊って?)
- 1947 : Dare ka yume naki: Zenpen (誰か夢なき 前篇?)
- 1947 : Dare ka yume naki: Kōhen (誰か夢なき 後篇?)
- 1948 : Aijō shindan-sho (愛情診断書?)
- 1948 : Ano yume kono uta (あの夢この歌?)
- 1948 : Enoken no hōmu ran ō (エノケンのホームラン王?)
- 1948 : Utau Enoken torimonochou (歌ふエノケン捕物帖?)
- 1949 : Ikoku no oka (異国の丘?)
- 1949 : Nabeshima kaibyou den (鍋島怪猫伝?)
- 1949 : Enoken Kasagi no Osome Hisamatsu (エノケン・笠置のお染久松?)

#### Années 1950
- 1950 : Onna Sanshirō (女三四郎?)

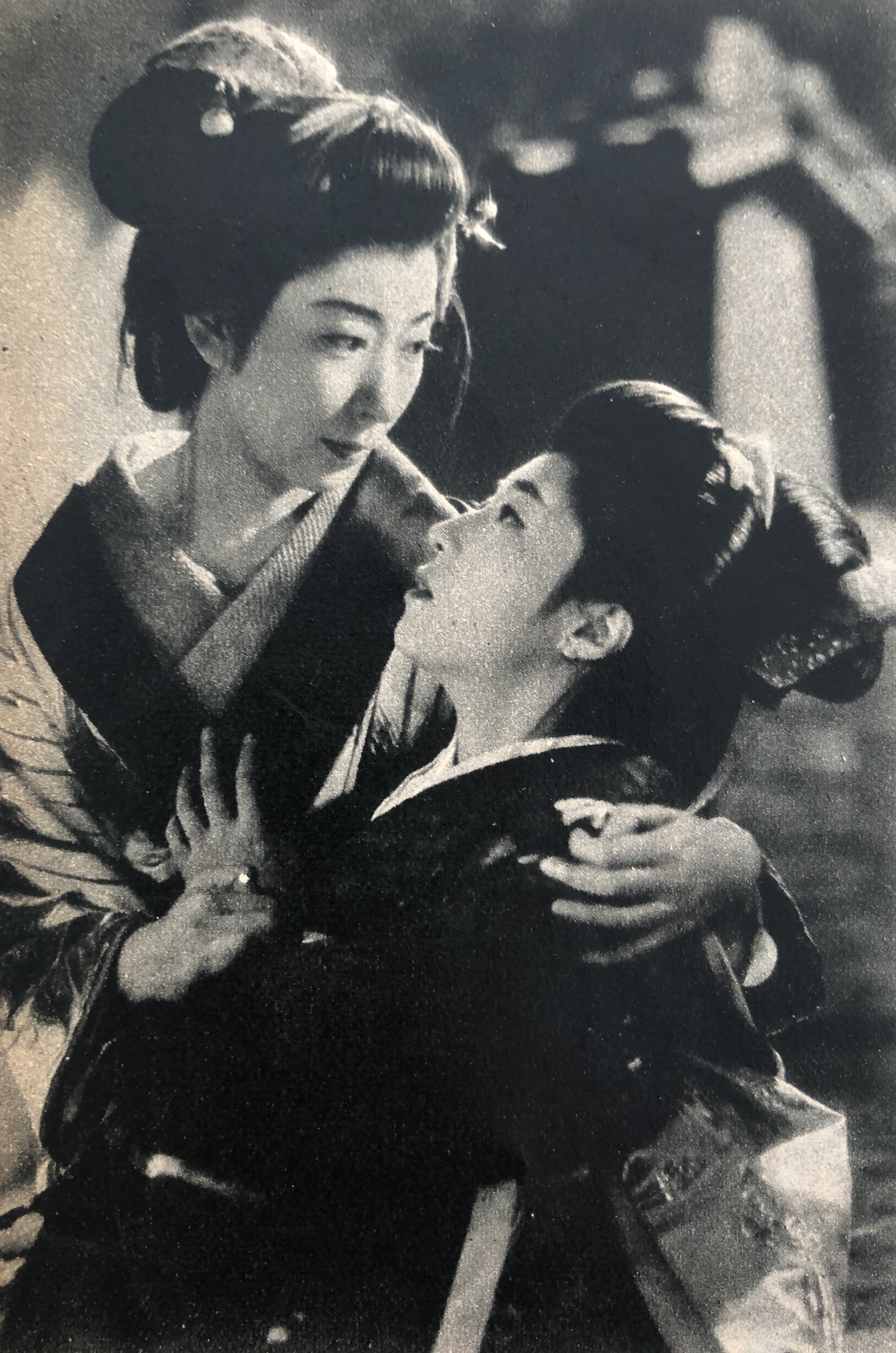
et dans Onmitsu wakashū (1955).

- 1950 : Enoken no sokonuke dai hōsō (エノケンの底抜け大放送?)
- 1950 : Rajo no urei (裸女の愁い?)
- 1950 : Enoken no happyakuya-danuki ōabare (エノケンの八百八狸大暴れ?)
- 1950 : Enoken no ten ichibō (エノケンの天一坊?)
- 1951 : Mokka ren'ai-chū (目下恋愛中?)
- 1951 : Gokuraku rokka sen (極楽六花撰?)
- 1951 : Nagurareta Ishimatsu (殴られた石松?)
- 1952 : Rakka no mai (落花の舞?)
- 1952 : Chakkari fujin to Ukkari fujin (チャッカリ夫人とウッカリ夫人?)
- 1952 : Hadaka daimyō zenpen (はだか大名 前篇?)
- 1952 : Hadaka daimyō kōhen (はだか大名 後篇?)
- 1952 : Zoku Chakkari fujin to Ukkari fujin (続チャッカリ夫人とウッカリ夫人?)
- 1952 : Kessen Takadanobaba (決戦高田の馬場?)
- 1952 : Geisha warutsu (芸者ワルツ?)
- 1953 : Oyabaka hana kassen (親馬鹿花合戦?)
- 1953 : Gozen reiji (午前零時?)
- 1953 : Daibosatsu Tōge (大菩薩峠 甲賀一刀流の巻?)
- 1953 : Daibosatsu Tōge - Dainibu : Mibu to Shimabara no maki, Miwa kamisugi no maki (大菩薩峠 第二部 壬生と島原の巻 三輪神杉の巻?)
- 1953 : Daibosatsu Tōge - Daisanbu : Ryūjin no maki, Ai no yama no maki (大菩薩峠 第三部 竜神の巻 間の山の巻?)
- 1953 : Teishu no saiten (亭主の祭典?)
- 1953 : Beranmei shishi (べらんめえ獅子?)
- 1954 : Shigemori-kun jōkyōsuru (重盛君上京す?)
- 1954 : Bakushō tengoku: Tonchi kyōshitsu (爆笑天国 とんち教室?)
- 1954 : Inugami-ke no nazo: Akuma wa odoru (犬神家の謎 悪魔は踊る?)
- 1955 : Yancha musume gyōjōki (やんちゃ娘行状記?)
- 1955 : Onmitsu wakashū (隠密若衆?)
- 1955 : Morishige no shinnyū shain (森繁の新入社員?)
- 1955 : Nonki saiban (のんき裁判?)
- 1955 : Morishige no yarikuri shain (森繁のやりくり社員?)
- 1955 : Waga na wa petenshi (わが名はペテン師?)
- 1955 : Morishige no demakase shinshi (森繁のデマカセ紳士?)
- 1956 : Abare andon (あばれ行燈?)
- 1956 : Hokkai no hanran (北海の叛乱?) coréalisé avec Masaki Mōri (ja)
- 1956 : Morishige no shinkon ryokō (森繁の新婚旅行?)
- 1956 : Onmitsu shichishoki (隠密七生記?)
- 1956 : Zoku onmitsu shichishoki (続隠密七生記?)
- 1956 : Kingorō no Heitai-san (金語楼の兵隊さん?)
- 1956 : Onryō Sakura daisōdō (怨霊佐倉大騒動?)
- 1956 : La Vie trépidante des décideurs (はりきり社長, Harikiri shachō?)[3]
- 1956 : Yōun Satomi kaikyoden (妖雲里見快挙伝?)
- 1957 : L'Empereur Meiji et la Guerre russo-japonaise (明治天皇と日露大戦争, Meiji tennō to nichiro daisensō?)[4]
- 1958 : Ankōru watto monogatari: Utsukushiki aishū (アンコールワット物語 美しき哀愁?)
- 1958 : La Vengeance des loyaux serviteurs (忠臣蔵, Chūshingura?)[5]
- 1958 : Tenryū shibukikasa (天竜しぶき笠?)
- 1958 : Tenpō Suikoden (天保水滸伝?)
- 1958 : Onna zamurai tadaima sanjō (女ざむらい只今参上?)
- 1958 : Okon no hatsukoi: Hanayome nanahenge (おこんの初恋 花嫁七変化?)
- 1958 : Nichiren to mōko daishūrai (日蓮と蒙古大襲来?)
- 1958 : Iga no suigetsu (伊賀の水月?)
- 1958 : Ōabare Tōkaidō (大暴れ東海道?)
- 1959 : Hebihimesama (蛇姫様?)
- 1959 : Onna no kyōshitsu (女の教室?)
- 1959 : Kinokuniya Bunzaemon (紀の国屋文左衛門?)
- 1959 : Bōfūken (暴風圏?)
- 1959 : Fūrai monogatari: Ninkyō hen (風来物語 仁侠篇?)
- 1959 : Haresugata seizoroi: Kenkyō gonin otoko (晴れ姿勢揃い 剣侠五人男?)

#### Années 1960
- 1960 : Futari no Musashi (二人の武蔵?)
- 1960 : Fūrai monogatari: Abare hisha (風来物語 あばれ飛車?)
- 1960 : Kyokaku harusame gasa (剣客春雨傘?)
- 1960 : Tenka gomen (天下御免?)
- 1961 : Zenigata Heiji torimonobikae: Yoru no enma chō (銭形平次捕物控 夜のえんま帖?)
- 1961 : Kenka Fuji (喧嘩富士?)
- 1961 : Mito Kōmon umi o wataru (水戸黄門海を渡る?)
- 1961 : Hibari min'yō no tabi: Beranmē geisha Sado e iku (ひばり民謡の旅 べらんめえ芸者佐渡へ行く?)
- 1961 : Akuma no temari-uta (悪魔の手毬唄?)
- 1962 : Minami taiheiyō namitakashi (南太平洋波高し?)
- 1962 : Beranmē geisha to Ōsaka musume (べらんめえ芸者と大阪娘?)
- 1962 : Min'yō no tabi: Sakurajima Otemoyan (民謡の旅・桜島 おてもやん?)
- 1962 : Nagadosu chūshingura (長脇差忠臣蔵?)
- 1962 : Sanbyaku rokujū goya (三百六十五夜?)
- 1963 : Min'yō no tabi: Akita obako (民謡の旅 秋田おばこ?)
- 1965 : Meiji no fūsetsu: Yawara senpū (明治の風雪 柔旋風?)

#### Années 1970
- 1970 : Sugata Sanshirō (姿三四郎?)

## Distinctions

### Décoration
- 1975 : récipiendaire de l'ordre du Trésor sacré de troisième classe

### Récompense
- 1958 : prix Blue Ribbon de l'artiste le plus populaire[6]